# 32549 Taricco
32549 Taricco este o planetă minoră (asteroid) din centura de asteroizi. A fost descoperită pe 16 august 2001 la Experimental Test Site⁠(d) de Lincoln Near-Earth Asteroid Research. 
Obiectul prezintă o orbită caracterizată de o semiaxă mare de 2,5633682 UAi, o excentricitate de 0,16, o înclinație de 0,9979 ° în raport cu ecliptica.